# الأتراك في الوطن العربي

خريطة العالم العربي. ويستند هذا إلى التعريف الإقليمي القياسي للعالم العربي الذي يضم دول وأقاليم جامعة الدول العربية.

الأتراك في العالم العربي تشير الكلمة إلى الأشخاص ذوي الأصول التركية الذين يعيشون في العالم العربي. هناك أعداد كبيرة من الأتراك المنتشرين في جميع أنحاء شمال أفريقيا، والمشرق العربي، وشبه الجزيرة العربية.
في ليبيا، تُعرِّف بعض الجماعات نفسها على أنها تركية، أو من نسل الجنود الأتراك الذين استقروا في المنطقة في أيام الإمبراطورية العثمانية  كما توجد أيضًا أقلية تركية مهمة في مصر (انظر الأتراك في مصر ).
في بلاد الشام، يعيش الأتراك في جميع أنحاء المنطقة. يشار إلى الأقليات التركية في العراق وسوريا عادة باسم «التركمان». تاريخيًا، تم استخدام هذه المصطلحات لتعيين المتحدثين الأتراك في المناطق العربية، أو المسلمين السنة في المناطق الشيعية. غالبية التركمان العراقيين والتركمان السوريين هم من أبناء المستوطنين الأتراك العثمانيين. ولديهم روابط ثقافية ولغوية وثيقة مع تركيا، ولا سيما منطقة الأناضول. كما توجد أقليات تركية في الأردن ( أتراك في الأردن ) ولبنان ( أتراك في لبنان ). يعيش الأتراك اللبنانيون بشكل رئيسي في قريتي عيدمون والكواشرة في قضاء عكار، وكذلك في بعلبك وبيروت وطرابلس.
في شبه الجزيرة العربية، هناك أقليات تركية تعيش في المنطقة منذ العهد العثماني. يعيش الأتراك في الغالب في المملكة العربية السعودية (انظر الأتراك في المملكة العربية السعودية ) واليمن (انظر الأتراك في اليمن ).

## سكان الأقليات التركية
| 3.000.000 (تقديرات وزارة التخطيط العراقية لعام 2013) |

| الضفة الغربية : 35.000 إلى 40.000 |

| تتراوح التقديرات من مئات الآلاف إلى 3.5 مليون |

| يكون. 500000 -2،000،000 |

| 10,000 |

## ملاحظة
بلاد الرافدين الدولة العثمانية^ أ: التركمان العراقيين هم من نسل موجات مختلفة من هجرة الشعوب التركية إلى بلاد ما بين النهرين والتي تعود إلى القرن السابع حتى حكم الإمبراطورية العثمانية. أصبح معظم أحفاد مهاجري القرن السابع اليوم من السكان المحليين العرب. وهكذا، فإن غالبية التركمان العراقيين اليوم هم من نسل الجنود العثمانيين والتجار وموظفي الخدمة المدنية الذين تم جلبهم إلى العراق خلال حكم الإمبراطورية العثمانية.

## فهرس
- Akar، Metin (1993)، "Fas Arapçasında Osmanlı Türkçesinden Alınmış Kelimeler"، Türklük Araştırmaları Dergisi، ج. 7، ص. 91–110
- Baedeker، Karl (2000)، Egypt، Elibron، ISBN:1-4021-9705-5
- Doğanay، Hayati (1995)، "Cumhuriyetin 70.Yılında Türk Dünyası'nın Siyasi Sınırları"، Doğu Coğrafya Dergisi، ج. 1، ص. 23–56
- Hizmetli، Sabri (1953)، "Osmanlı Yönetimi Döneminde Tunus ve Cezayir'in Eğitim ve Kültür Tarihine Genel Bir Bakış" (PDF)، Ankara Üniversitesi İlahiyat Fakültesi Dergisi، ج. 32، ص. 1–12، مؤرشف من الأصل (PDF) في 2021-01-14
- International Crisis Group (2008)، Turkey and the Iraqi Kurds: Conflict or Cooperation?، Middle East Report N°81 –13 November 2008: International Crisis Group، مؤرشف من الأصل في 2011-01-12{{استشهاد}}:  صيانة الاستشهاد: مكان (link)
- Jawhar، Raber Tal’at (2010)، "The Iraqi Turkmen Front"، في Catusse، Myriam؛ Karam، Karam (المحررون)، Returning to Political Parties?، The Lebanese Center for Policy Studies، ص. 313–328، ISBN:978-1-886604-75-9.
- Karpat، Kemal H. (2004)، Studies on Turkish Politics and Society: Selected Articles and Essays:Volume 94 of Social, economic, and political studies of the Middle East، BRILL، ISBN:90-04-13322-4.
- Kibaroğlu، Mustafa؛ Kibaroğlu، Ayșegül؛ Halman، Talât Sait (2009)، Global security watch Turkey: A reference handbook، Greenwood Publishing Group، ISBN:978-0-313-34560-9.
- Oxford Business Group (2008)، The Report: Algeria 2008، Oxford Business Group، ISBN:978-1-902339-09-2 {{استشهاد}}: |الأخير= باسم عام (مساعدة).
- Özkaya، Abdi Noyan (2007)، "Suriye Kürtleri: Siyasi Etkisizlik ve Suriye Devleti'nin Politikaları" (PDF)، Review of International Law and Politics، ج. 2، مؤرشف من الأصل (PDF) في 2011-01-24، اطلع عليه بتاريخ 2010-09-10
- Pan، Chia-Lin (1949)، "The Population of Libya"، Population Studies، ج. 3، ص. 100–125، DOI:10.1080/00324728.1949.10416359
- Park، Bill (2005)، Turkey's policy towards northern Iraq: problems and perspectives، Taylor & Francis، ISBN:0-415-38297-1.
- Taylor، Scott (2004)، Among the Others: Encounters with the Forgotten Turkmen of Iraq، Esprit de Corps Books، ISBN:1-895896-26-6

## روابط خارجية
- جمهورية تركيا: وزارة الخارجية
- جمهورية تركيا: وزارة العمل والضمان الاجتماعي
- المديرية العامة للعلاقات الخارجية وخدمات العاملين بالخارج